# تیتانوس
تیتانوس یک خانه فیلم ایتالیایی پایه‌گذاری شده در سال ۱۹۰۴ در ناپل و یکی از قدیمی‌ترین شرکت‌های فیلم‌سازی ایتالیایی است.

## تاریخچه
تیتانوس در سال ۱۹۰۴ توسط گوستاوو لومباردو (۱۸۸۵–۱۹۵۱) پایه‌گذاری شد. دفتر مرکزی شرکتت در شهر رم خیابان سوماکامپانیا شماره ۲۸ و استودیوهای آن در ۱۳ کیلومتری شهر رم در خیابان تیبورتینا واقع است.
لومباردو استودیوها را تا لحظه مرگش در سال ۱۹۵۱ اداره می‌کرد. پسرش، گوفردو لومباردو (۱۹۲۰–۲۰۰۵) و سپس نوه اش، گویدو لومباردو اداره آن را به دست گرفتند.
شرکت مسئولیت صد فیلم ایتالیایی که برخی از آنها محبوبترین و مهمترین فیلمهای سینمای ایتالیا شدند به عهده داشت.
تیتانوس تعداد زیادی فیلم در ژانر شمشیر و صندل (peplum) و فیلم‌های کمدی توتو و چیچو و فرانکو  را تولید کرد. استودیو چند همکاری بین‌المللی با شرکت‌های فیلم سازی آمریکایی و فرانسوی داشت.
شکست فیلم سدوم و گموراه رابرت آلدریچ و بودجه عظیم فیلم پلنگ لوکینو ویسکونتی، بنا به گزارش‌ها دو دلیل اصلی برای توقف تولید فیلم در سال ۱۹۶۴ بودند.
پس از یک وقفه تقریباً ۱۰ ساله، تیتانوس سازمان دهی دوباره و تولید فیلم در مقیاس کوچکتر را از سر گرفت.
با وجود چند آغاز ناموفق این شرک به نظر می رسسد توانست تا پایان دهه ۱۹۸۰ روی پای خود بایستد. اگرچه در حال حاضر بیشتر کارهایش برای تلویزیون است.

## فیلم‌های منتخب
- شنل (۱۹۵۲)
- رم ساعت ۱۱:۰۰ (۱۹۵۲)
- نان، عشق و ... (۱۹۵۵)
- نشان ونوس (۱۹۵۵)
- رفیقه‌ها (۱۹۵۵)
- سقف (۱۹۵۶)
- حقوق (۱۹۵۹)
- ظهر بنفش (۱۹۶۰)
- حفره (۱۹۶۰)
- یک دم رسوایی (۱۹۶۰)
- استر و شاه (۱۹۶۰)
- شغل (۱۹۶۱)
- روکو و برادرانش (۱۹۶۰)
- خاطرات خانواده (۱۹۶۲)
- گوشه‌نشینان آلتونا (۱۹۶۲)
- هفت گناه کبیره (۱۹۶۲)
- سدوم و گموراه (۱۹۶۲)
- پلنگ (۱۹۶۳)